# Júnior Moreno
Júnior Leonardo Moreno Borrero (San Cristóbal, Táchira, Venezuela; 20 de julio de 1993) es un futbolista venezolano. Juega como centrocampista y su equipo es Gimnasia y Esgrima La Plata, de la Primera División de Argentina. Es internacional con la selección de Venezuela.
Es hijo del exentrenador Carlos Horacio Moreno, y hermano de Marcelo Moreno y Carlos Moreno.

## Clubes y estadísticas
| Club                        | País           | Año       | Part. | Goles | Asist. |
| --------------------------- | -------------- | --------- | ----- | ----- | ------ |
| ACD Lara                    | Venezuela      | 2012-2015 | 41    | 1     | 0      |
| Zulia                       | Venezuela      | 2015-2017 | 72    | 3     | 5      |
| DC United                   | Estados Unidos | 2018-2021 | 102   | 1     | 7      |
| FC Cincinnati               | Estados Unidos | 2022-2024 | 66    | 6     | 2      |
| Al-Hazem Sport Club         | Arabia Saudita | 2024      | 14    | 0     | 0      |
| Houston Dynamo FC           | Estados Unidos | 2024      | 2     | 0     | 0      |
| Gimnasia y Esgrima La Plata | Argentina      | 2025-Act. | -     | -     | -      |

Actualizado al 5 de octubre de 2024.

## Selección nacional
Debutó con la selección nacional de Venezuela el 3 de junio de 2017 en un partido amistoso frente a Estados Unidos. 6 días después, marca su primer gol con la vinotinto en otro encuentro amistoso contra Ecuador.

### Participaciones en Eliminatorias al Mundial
| Eliminatorias                 | Resultado | Partidos | Goles |
| ----------------------------- | --------- | -------- | ----- |
| Eliminatorias Mundial de 2018 | 10º lugar | 3        | 0     |
| Eliminatorias Mundial de 2022 | 10º lugar | 14       | 0     |

### Participaciones en Copas América
| Copa              | Sede   | Resultado        | Partidos | Goles |
| ----------------- | ------ | ---------------- | -------- | ----- |
| Copa América 2019 | Brasil | Cuartos de final | 4        | 0     |
| Copa América 2021 | Brasil | Primera Ronda    | 4        | 0     |

#### Goles internacionales
| Fecha              | Sede                                    | Rival   | Gol | Resultado | Competición |
| ------------------ | --------------------------------------- | ------- | --- | --------- | ----------- |
| 8 de junio de 2017 | FAU Stadium, Boca Ratón, Estados Unidos | Ecuador | 1–1 | 1-1       | Amistoso    |

## Palmarés

### Campeonatos nacionales
| Título                      | Club           | País           | Año  |
| --------------------------- | -------------- | -------------- | ---- |
| Torneo Clausura             | ACD Lara       | Venezuela      | 2011 |
| Torneo Clausura             | ACD Lara       | Venezuela      | 2012 |
| Primera División Venezolana | ACD Lara       | Venezuela      | 2012 |
| Copa Venezuela              | Zulia          | Venezuela      | 2016 |
| Torneo Clausura             | Zulia          | Venezuela      | 2016 |
| Community Shield            | Cincinnati F.C | Estados Unidos | 2023 |